# Queda do regime de Slobodan Milošević
A derrubada de Slobodan Milošević resultou de uma série de eventos ocorridos em 2000 na República Federal da Iugoslávia, na sequência das eleições presidenciais que culminaram com a queda do regime de Milošević em 5 de outubro de 2000; é por vezes referida como os "Protestos de 5 de Outubro" e às vezes coloquialmente chamada de "Revolucije Bager", traduzido como Revolução Bulldozer. Seu nome, "Revolução Bulldozer", vem de um dos episódios mais famosos dessa revolução, quando um operador de escavadeira, Ljubisav Đokić (apelidado de Joe) atacou o prédio da Rádio Televisão da Sérvia (que era um símbolo da propaganda do regime de Slobodan Milošević e do partido no poder, onde saía informação controlada e censurada para o público) com sua máquina (que na verdade não era, nem bulldozer (trator de esteira) nem bager (escavadeira), mas uma carregadeira).

## Contexto
Milošević reprimia a oposição, organizações não governamentais e meios de comunicação independentes. Como o fim de seu primeiro mandato como presidente da Iugoslávia, aproximando-se (anteriormente, ele havia sido eleito presidente da Sérvia, em dois mandatos, de 1989 a 1997), em 6 de julho de 2000, as regras da eleição do presidente foram alteradas.
No verão de 2000 Slobodan Milošević foi eleito Presidente da República Federal da Iugoslávia para um mandato não renovável, mas fez mudar a lei eleitoral, a fim de buscar um segundo mandato. Então, poderia permanecer no cargo até junho de 2001. Milošević anuncia eleições antecipadas de setembro de 2000. Pouco depois, o movimento Otpor lançou uma campanha para acabar com o regime e substituí-lo por um mais democrático. Nesse momento, o país sofria com as sanções impostas pelo ocidente, e milhares de sérvios estavam vivendo em pobreza absoluta. Para reforçar a sua capacitação, 18 partidos se uniram em uma coalizão (coligação) chamada Oposição Democrática da Sérvia (DOS). A DOS escolhe como candidato Vojislav Koštunica. A eleição ocorreu em 24 de setembro de 2000. Após a eleição, a coligação DOS anunciou que havia vencido com mais de metade dos votos. Milošević, por sua vez, declarou que nenhum candidato ganhou a maioria e era necessário um segundo turno. Protestando contra as irregularidades no sistema eleitoral, o DOS chamou a população para um protesto pacífico contra o regime.

## Cronologia
- 25 de setembro - A oposição democrática ao regime de Milošević, liderada por Vojislav Koštunica, anunciou formalmente a sua vitória nas eleições.
- 26 de setembro - Milošević não admite os resultados e continua no poder.
- 4 de outubro - A agência iugoslava de notícias "Tanjug" anuncia que "o Tribunal Constitucional decidiu cancelar por unanimidade parte do processo eleitoral nas sondagens, análise e divulgação dos resultados das eleições de 24 de setembro".
- 5 de outubro - São anuladas as eleições de 24 de setembro, causando uma revolta instantânea e popular em toda a Iugoslávia, com seu foco mais importante de Belgrado, onde mais de meio milhão de manifestantes tomaram a capital e vários dos seus centros de poder: o Parlamento e a sede da televisão estatal foram tomados (embora a multidão foi repelida com ataques com bombas de gás lacrimogêneo primeiro), incendiados e a sua cúpula mais emblemática acenava a bandeira do partido DOS (Oposição Democrática da Sérvia).[8]

As 21:00 horas no Estúdio B da estação de televisão, que transmitiu uma declaração de Koštunica, no qual afirmava: "Eu vim para a Praça do Parlamento para pedir o comportamento cívico e pedir que você retorne ao trabalho amanhã, como de costume. Eu sou o presidente da Iugoslávia. Essa vitória é nossa. Ninguém pode tirá-la. Nem mesmo Milošević."

## Consequências
A vitória da Oposição Democrática da Sérvia foi garantida nas eleições parlamentares de dezembro, quando conseguiram uma maioria de dois terços dos votos.
Em 1 de abril de 2001, Milošević foi preso pela polícia sérvia acusado de fraude e abuso de poder, e em 28 de junho de 2001, foi transferido para Haia para ser julgado pelo Tribunal Penal Internacional para a ex-Iugoslávia. Mais tarde, seria encontrado morto em sua cela no dia 11 de março de 2006, alguns meses antes da conclusão do seu julgamento.